# Partan bree
El Partan bree es una sopa elaborada principalmente con mariscos. Se sirve en el Norte-Este de Escocia, lugar donde la actividad pesquera es importante. El nombre de la sopa proviene de la denominación en una mezcla de gaélico y escocés de sus ingredientes. Por ejemplo Partan es el nombre en gaélico de langosta y Bree es un dialecto escocés (dialecto dórico) que significa soup (lit. Brew). El nombre traducido sería algo como: "sopa de cangrejo". El Partan bree es muy popular y puede encontrarse fácilmente en los menús de los restaurantes de la zona.

## Características
La sopa se elabora con la carne de los cangrejos y langostas. Primero se cuece arroz y luego se vierte la carne de los mariscos, finalmente se sazona y se le añade esencia de anchoas. El plato se sirve recién hecho caliente con un poco de nata agria.